# Вёкса (приток Которосли)
Вёкса — река в Ростовском районе Ярославской области России. Вытекает из озера Неро, через 7 км после истока сливается с рекой Устье, образуя Которосль. Началом Которосли можно считать Вёксу.
Исток реки находится в северо-восточной части озера Неро среди многочисленных островов и зарослей камышей. Течение реки очень слабое, берега сначала низкие, затем повышаются, но остаются безлесыми. Неподалёку от устья на реке плотина. Притоки отсутствуют.
В среднем течении реки по левому берегу находится село Белогостицы. По левому берегу в месте слияния Вёксы и Устья расположено село Николо-Перевоз.
Этимология названия восходит к угро-финскому vuoksi — поток. Такое имя часто носят реки, вытекающие из озёр на севере России.